# Shōkichi Iwata
Shōkichi Iwata (岩田 翔吉, Iwata Shōkichi) est un boxeur japonais né le 2 février 1996 à Shibuya.

## Carrière
Passé professionnel en 2018, il devient champion du Japon des poids mi-mouches en 2021 puis remporte le titre vacant de champion du monde WBO de la catégorie le 13 octobre 2024 aux dépens de Jairo Noriega par arrêt de l'arbitre au troisième round. Iwata est en revanche battu dès le combat suivant, aux points, par Rene Santiago le 13 mars 2025.

## Référence
1. ↑  (en) Shokichi Iwata vs. Jairo Noriega (boxrec.com)